# Cerro Almodóvar
El cerro Almodóvar es un cerro testigo ubicado en la parte central de la península ibérica, en el municipio español de Madrid.
Ubicado en el distrito de Vicálvaro junto a su límite con el distrito de Vallecas, en la base del cerro existen canteras de sepiolita. La cima presenta sílex mezclado con otros minerales como la calcedonia, resinita, ópalo blanco y calcita espática. En los alrededores de la cantera de sepiolita se han encontrado restos fósiles de tortuga gigante (Geochelone bolivari), y, más recientemente, de mamíferos como Heteroxerus cf griuensis, Megacricetodon collongensis y Lagopsis peñai. El vértice geodésico situado en la cima e instalado en noviembre de 1974 se encuentra a 726,802 metros sobre el nivel del mar y está considerado un lugar de interés geológico.